# Holsteinborg Sogn
Holsteinborg Sogn er et sogn i Slagelse-Skælskør Provsti (Roskilde Stift).
I 1828-40 var Holsteinborg Sogn og Venslev Sogn et selvstændigt pastorat, senere blev de annekser til Hyllested Sogn. Alle 3 sogne hørte til Vester Flakkebjerg Herred i Sorø Amt. Hyllested sognekommune blev ved kommunalreformen i 1970 indlemmet i Hashøj Kommune. Holsteinborg-Venslev blev indlemmet i Skælskør Kommune efter at have været med til at danne en Holsteinborg Kommune, som blev for lille. Både Hashøj og Skælskør kommuner indgik ved strukturreformen i 2007 i Slagelse Kommune.
I Holsteinborg Sogn ligger Holsteinborg Kirke.
I sognet findes følgende autoriserede stednavne:
- Bisserup (bebyggelse, ejerlav)
- Bisserup Strand (bebyggelse)
- Holsteinborg (ejerlav, landbrugsejendom)
- Kalvenæs (areal)
- Olstrup (bebyggelse, ejerlav)
- Rude (bebyggelse, ejerlav)
- Strædet (bebyggelse)
- Stærrede (bebyggelse, ejerlav)
- Øksnebjerg (bebyggelse)